# Rock Port
Rock Port é uma cidade localizada no estado americano de Missouri, no Condado de Atchison.

## Demografia
Segundo o censo americano de 2000, a sua população era de 1395 habitantes.
Em 2006, foi estimada uma população de 1316, um decréscimo de 79 (-5.7%).

## Geografia
De acordo com o United States Census Bureau tem uma área de
7,4 km², dos quais 7,4 km² cobertos por terra e 0,0 km² cobertos por água. Rock Port localiza-se a aproximadamente 345 m acima do nível do mar.

## Localidades na vizinhança
O diagrama seguinte representa as localidades num raio de 16 km ao redor de Rock Port.